# 플레이스테이션 오피셜 매거진 - UK
〈플레이스테이션 오피셜 매거진 - UK〉(PlayStation Official Magazine - UK)는 2006년에 창간된 영국의 비디오 게임 잡지이다.